# Care Santos
Macarena Santos i Torres, katalonska pisateljica, * 8. april 1970, Mataró, Barcelona, Španija.
Najbolj je znana po svojih romanih, piše tudi pesmi. 
Pisati je začela že pri osmih letih, pri štirinajstih letih pa je zmagala na prvem literarnem tečaju. Pri 25 letih je izdala svojo prvo knjigo, zbirko kratkih zgodb. Od takrat naprej je izdala dvanajst romanov, knjige z zgodbami, poezijo in veliko mladinskih romanov. Bila je ustanoviteljica in predsednica Združenja mladih španskih pisateljev. Njeno dela so prevedena v 23 jezikov.
Študirala je pravo in španski jezik. Delala je kot novinarka.

### Romani
1. El tango del perdedor  (1997)
2. Trigal con cuervos (1999)
3. Aprender a huir (2002)
4. El dueño de las sombras (2006)
5. El síndrome Bovary (2007)
6. La muerte de Venus (2007)
7. Hacia la luz (2008)
8. Habitaciones cerradas (2011)
9. El aire que respiras (2013)
10. Deseo de chocolate (2014)
11. Media vida (2018)
12. Todo el bien y todo el mal (2018)
13. Zgodbe
14. Cuentos cítricos (1995)
15. Intemperie (1996)
16. Ciertos testimonios (1999)
17. Solos (2000)
18. Matar al padre (2004)
19. Los que rugen (2009)
20. Otroška literatura
21. Quiero ser mayor (2005)
22. Se vende mamá (2009)
23. Cómo nos hicimos amigas (2003)
24. Sé tú misma (2003)
25. Ser feliz es fácil (2004)
26. Prohibido enamorarse (2004)
27. Dime la verdad (2004)
28. ¡Cuenta hasta diez! (2005)
29. La muerte de Kurt Cobain (1997)
30. Okupada (1997)
31. Te diré quién eres (1999)
32. La ruta del huracán (2000)
33. Hot Dogs (2000)
34. Krysis (2002)
35. Laluna.com (2003)
36. Operación Virgo (2003)
37. Los ojos del lobo (2004)
38. El circuito de Montecarlo (2005)
39. El anillo de Irina (2005)
40. El dueño de las sombras (2006)
41. Un camí dins la boira (2007)
42. Pídeme la luna (2007)
43. Dos Lunas (2008)
44. Bel. Amor más allá de la muerte (2009)
45. Crypta (2010)

### Poezija
1. Hiperestesia (1999)
2. Disección (2007)

### V slovenščino prevedena dela
1. Laž (Prevod: Barbara Pregelj, COBISS.SI-ID - 298368768),
2. Prodam Rozinkota (Prevod: Barbara Pregelj, COBISS.SI-ID - 289268224),
3. Prodam očeta (Prevod: Barbara Pregelj, COBISS.SI-ID – 281677568),
4. Prodam mamo (Prevod: Barbara Pregelj, COBISS.SI-ID - 272908544).